# Photographie érotique
La photographie érotique est un type de photographie de nu cherchant à provoquer une excitation sexuelle.
C’est une spécialité qui a été pratiquée par des photographes de renom tels que Lucien Clergue, Ren Hang, Bettina Rheims, Jeanloup Sieff, etc.
Paris Photo lui consacre une nouvelle section dans son édition 2018.

## Histoire illustrée
Dès l'invention de la photographie, les photographes ont réalisé des photographies érotiques.

### XIXesiècle

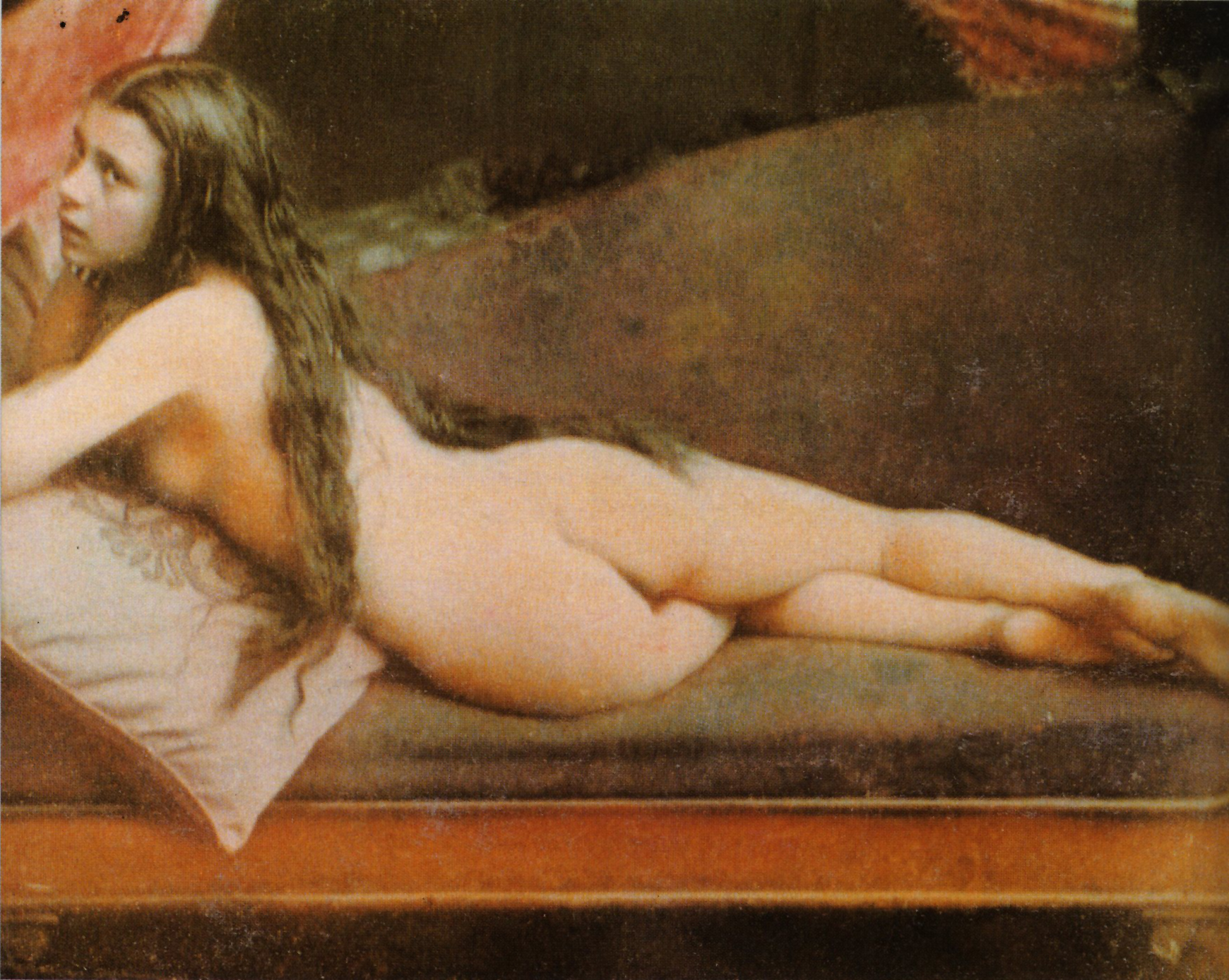
Daguerreotype coloré par Félix-Jacques Moulin, c.1851-1854.
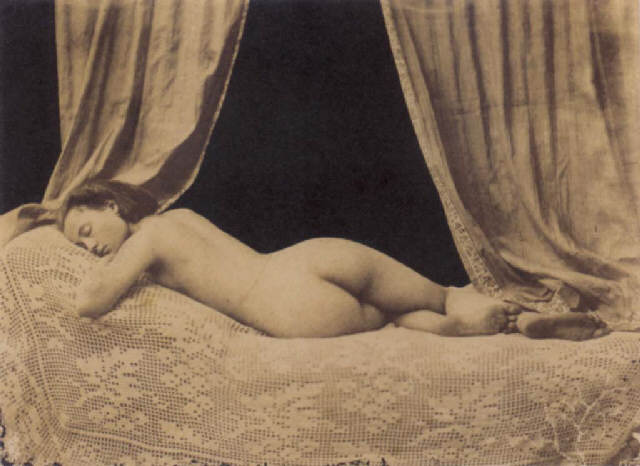
Nu féminin allongé, Amélie par Félix-Jacques Moulin, c.1852-1853.
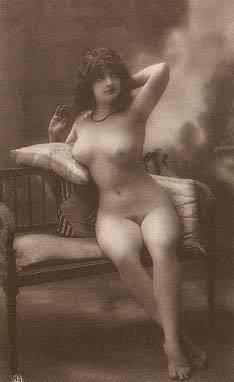
Photographie de nu par un photographe inconnu, XIXe siècle.
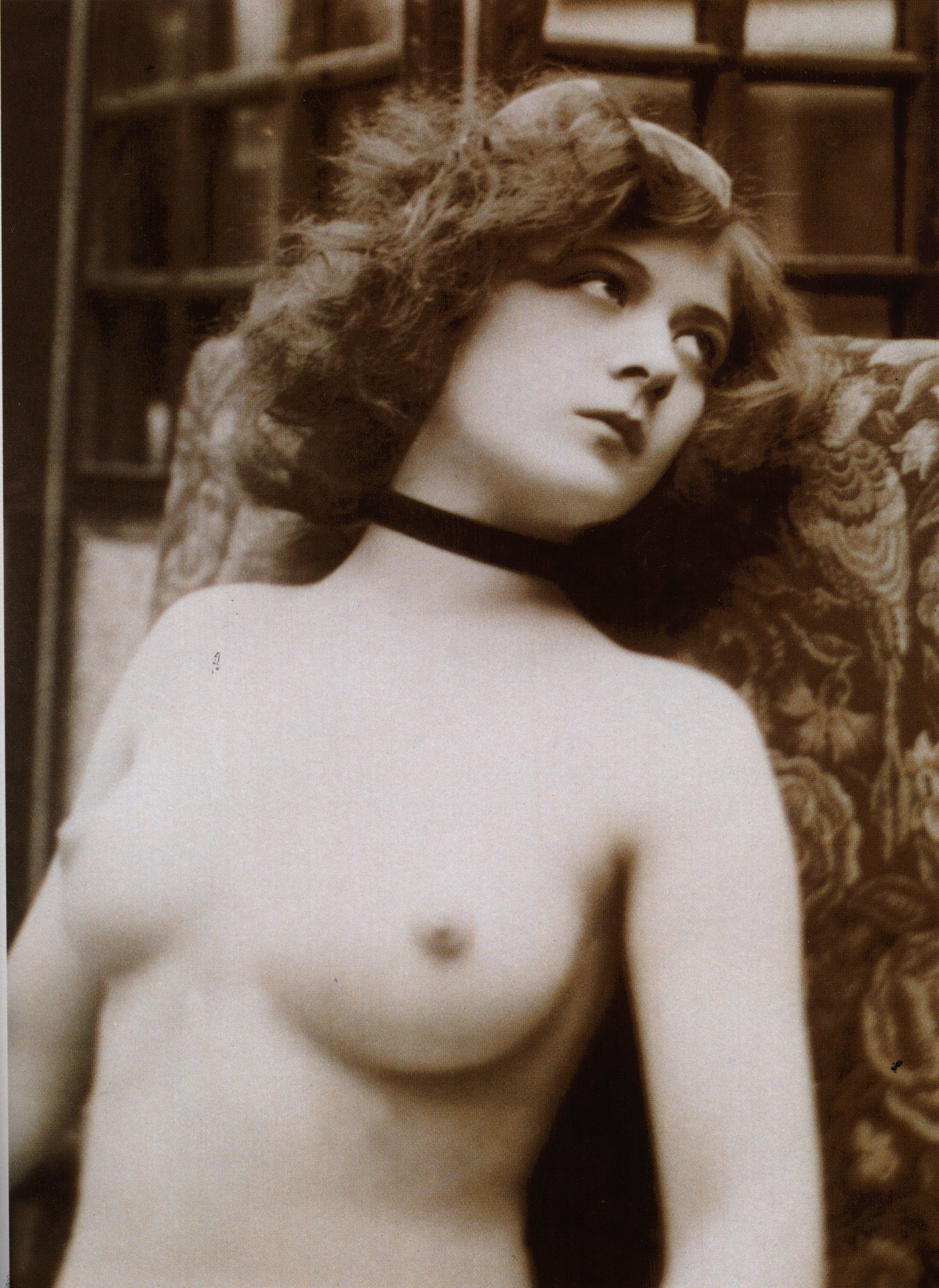
Photographie du buste d'une jeune femme par un photographe inconnu.

### Les nus masculins de Wilhelm von Gloeden
Un allemand, Wilhelm von Gloeden, en cure à Taormine (Sicile) de 1890 à 1910.

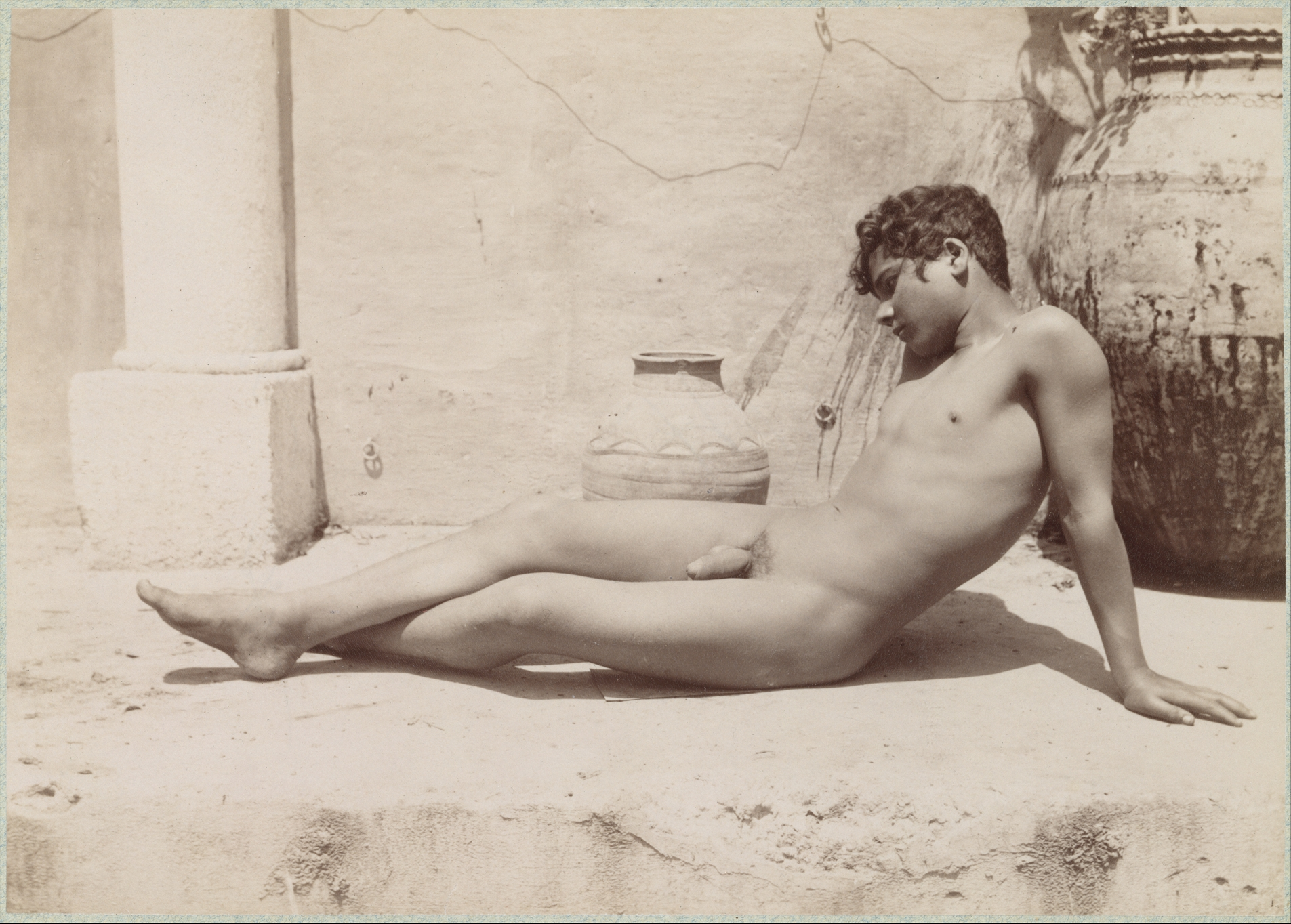
Reclining Male Nude Beside Vase au Metropolitan Museum of Art.
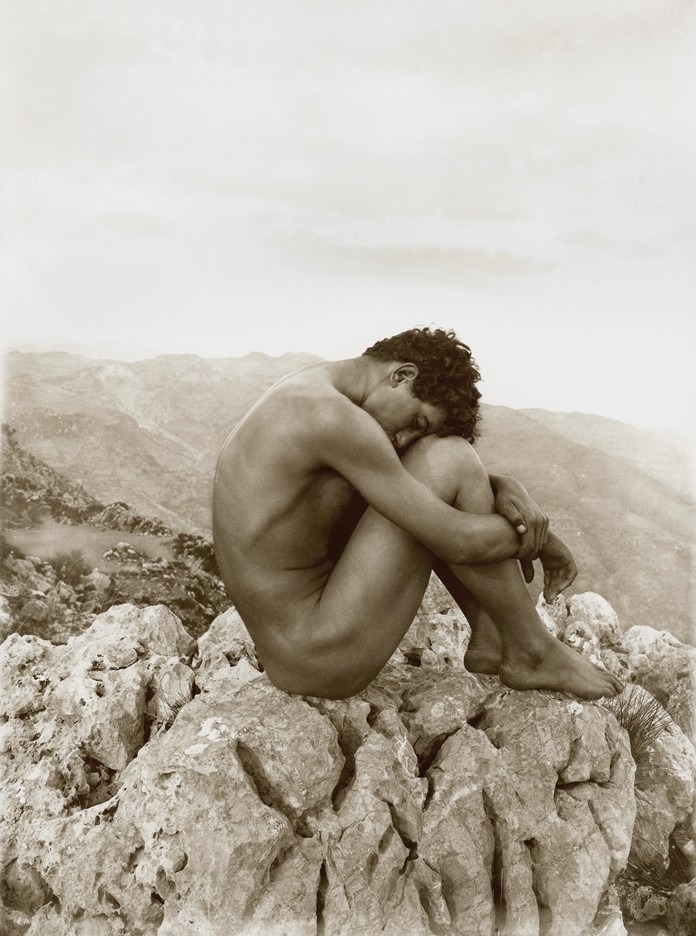
Caino.
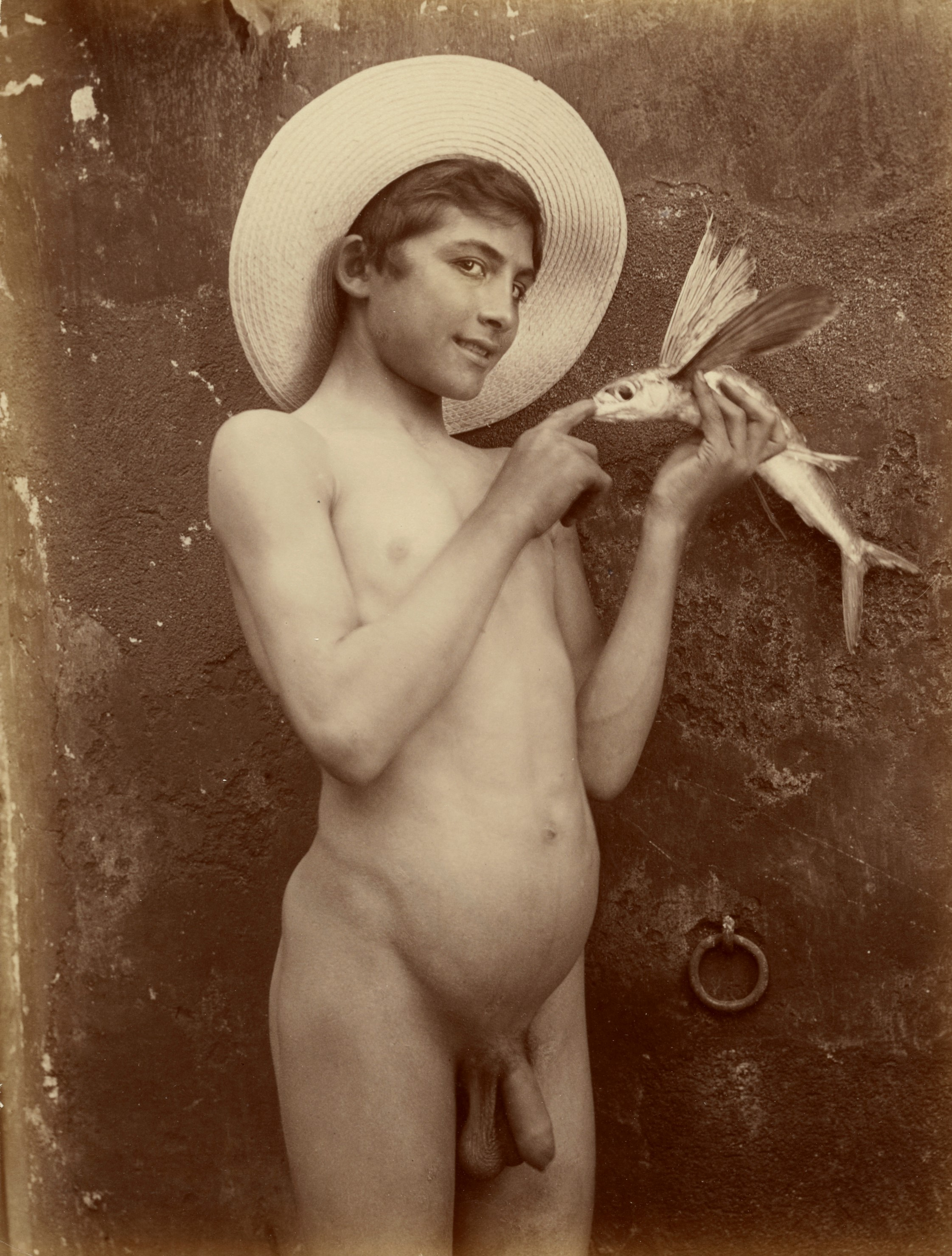
Boy with Flying Fish.
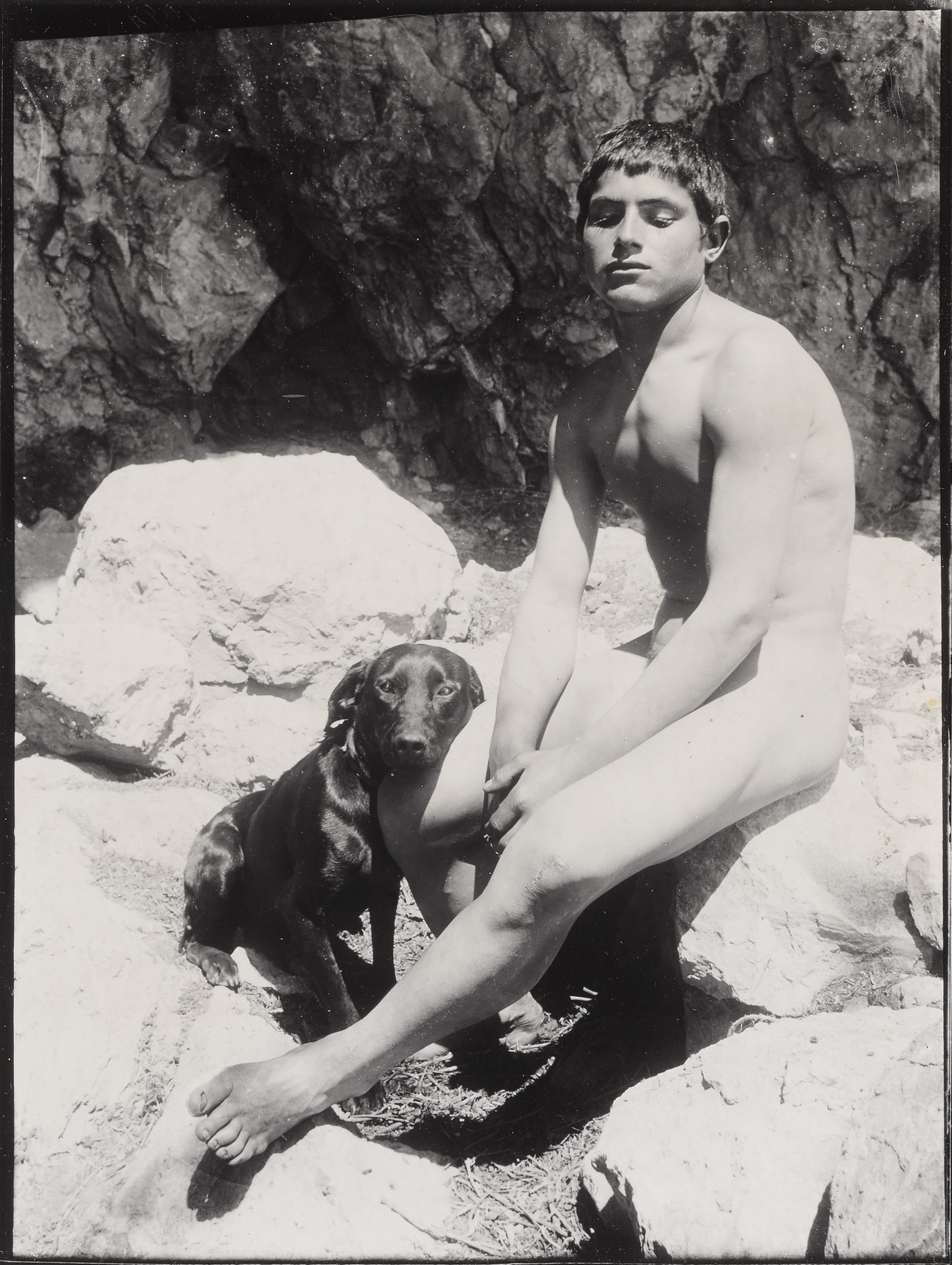
Boy with Gloeden's dog Nedda.
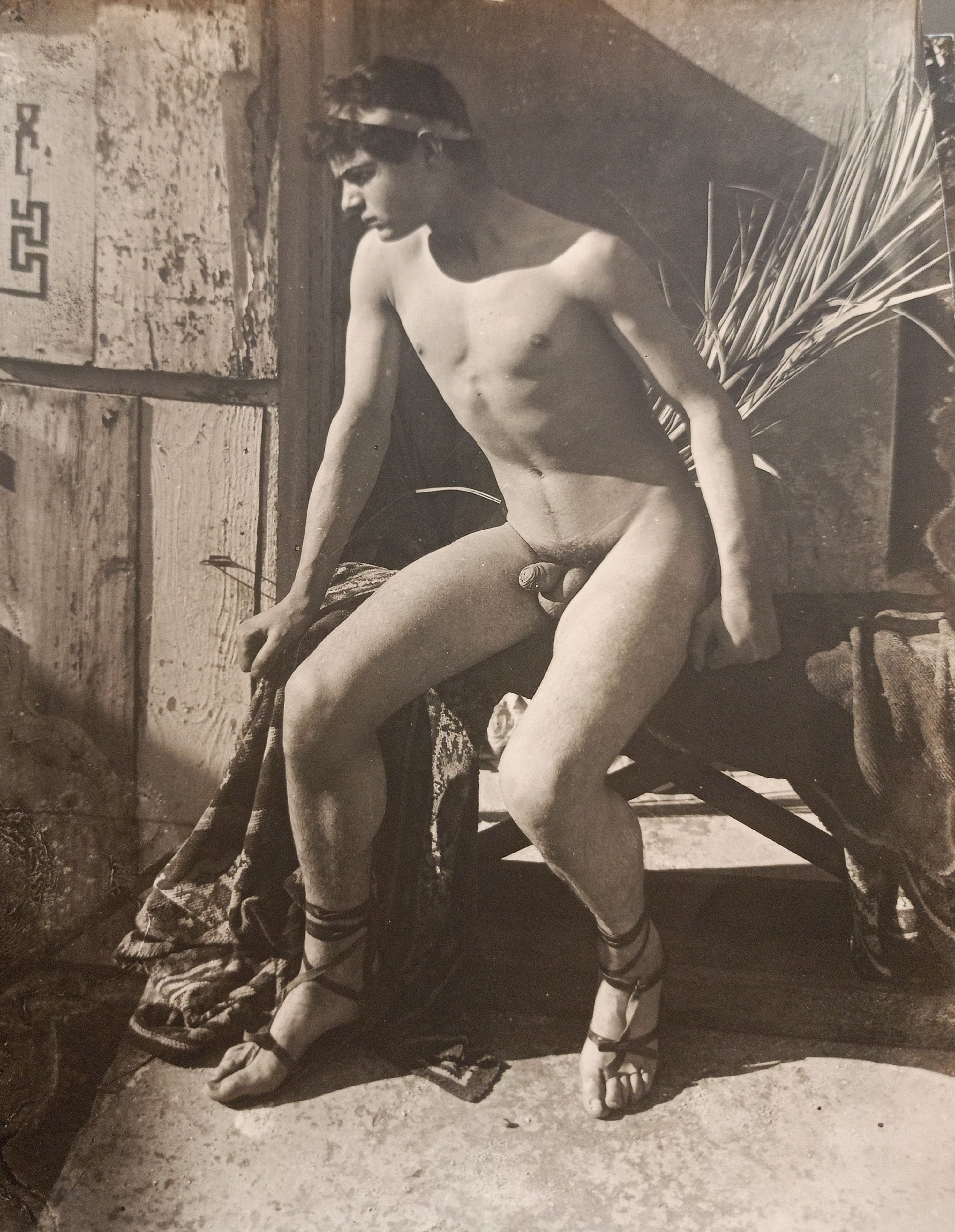
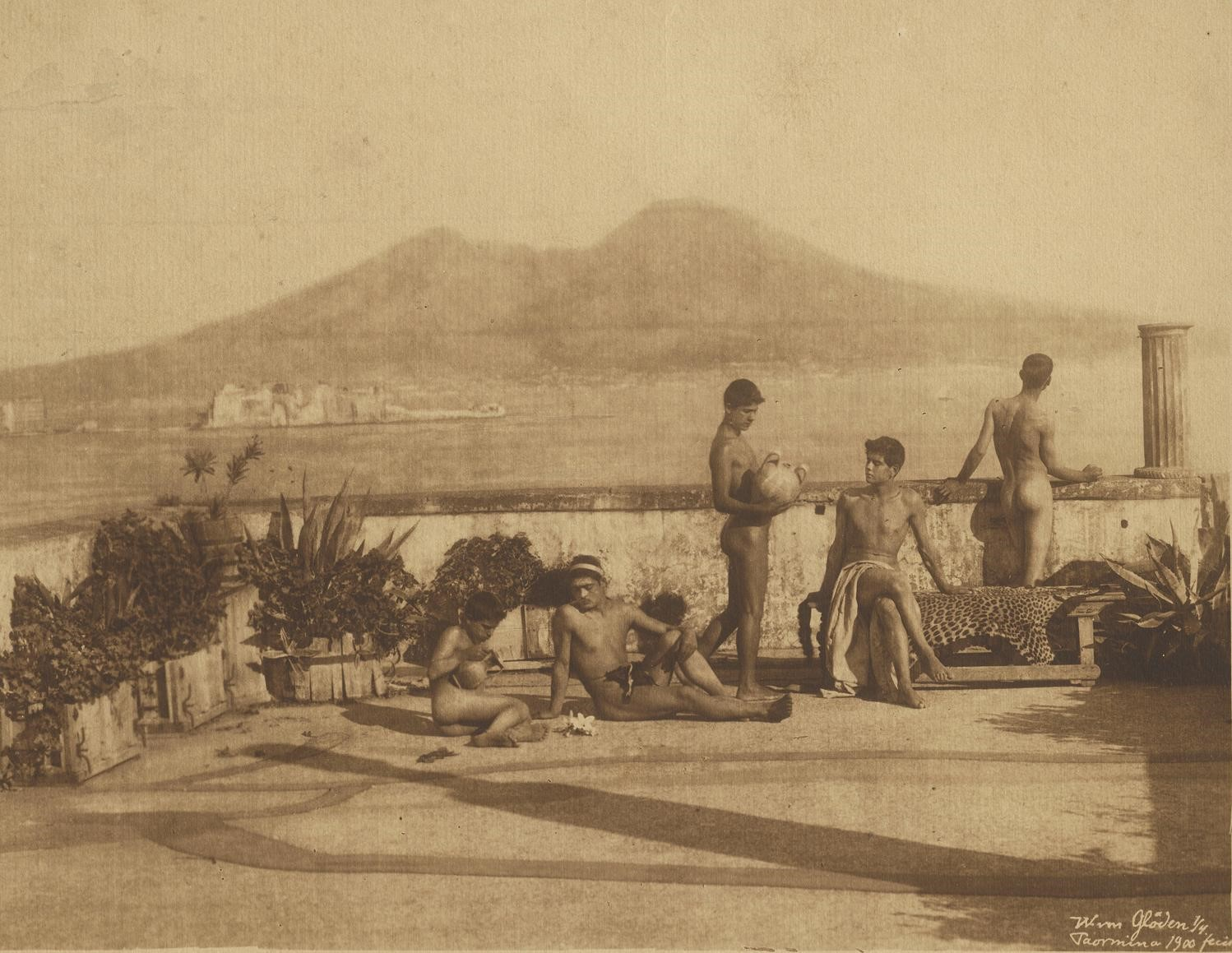
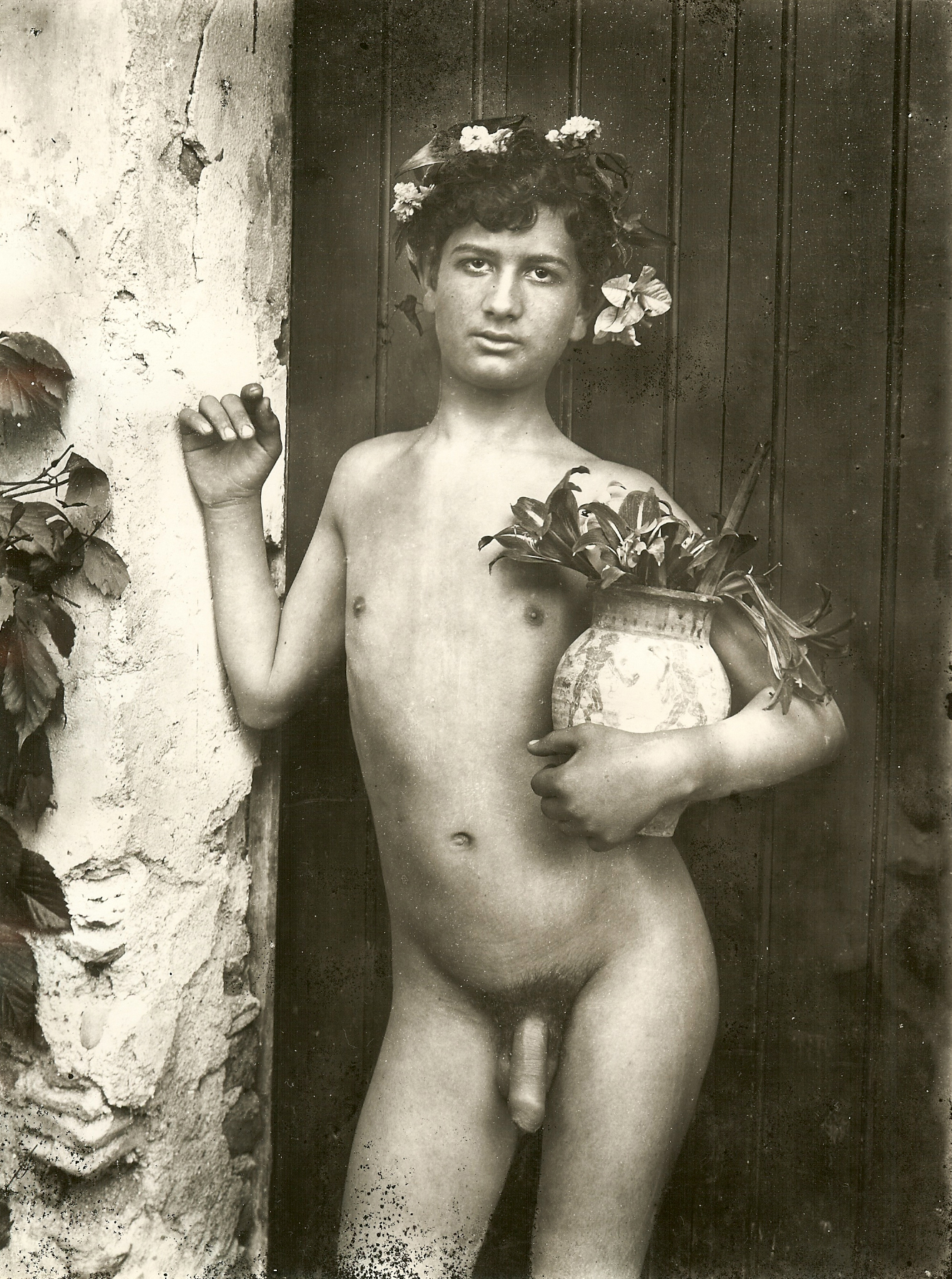
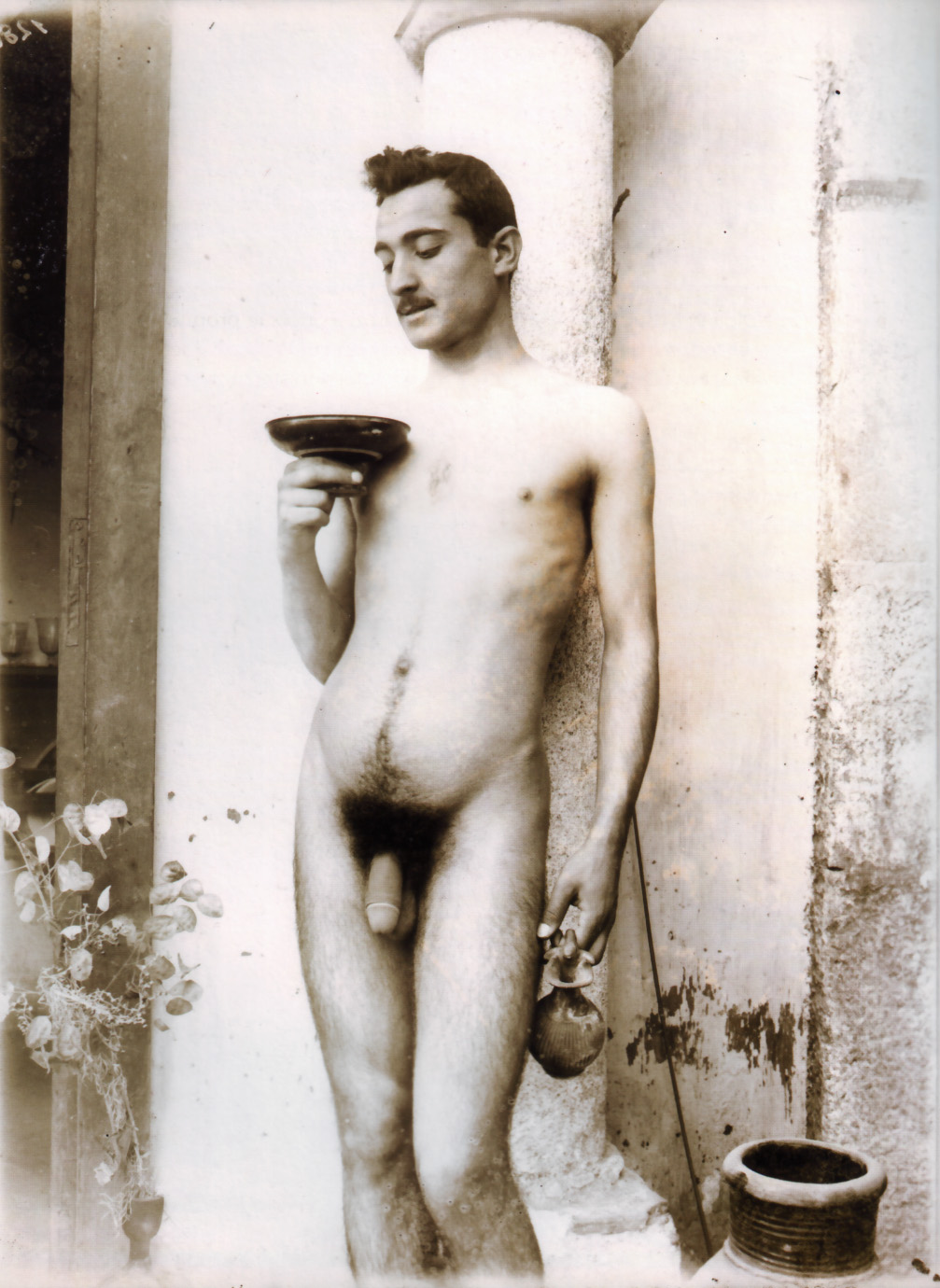
Nu masculin.

### Les cartes postales des années 1900
Dans les années 1900, pour détourner la loi, les photographes français ont inventé la carte postale de nu vendue plus ou moins sous le manteau dans les kiosques à journaux.

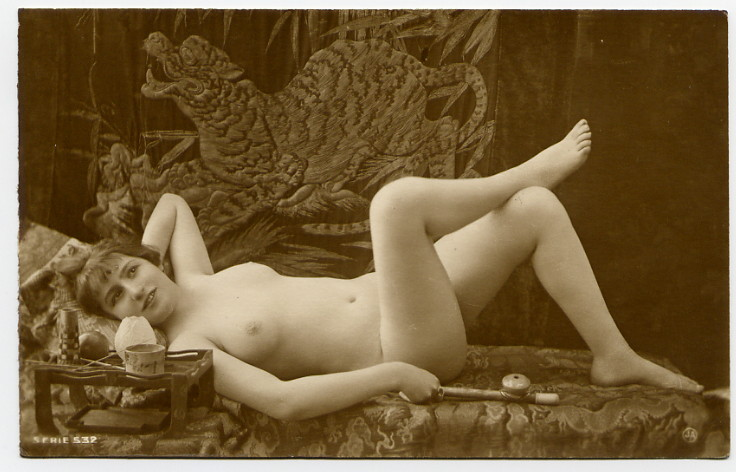
Nu par Jean Agélou vers 1910.
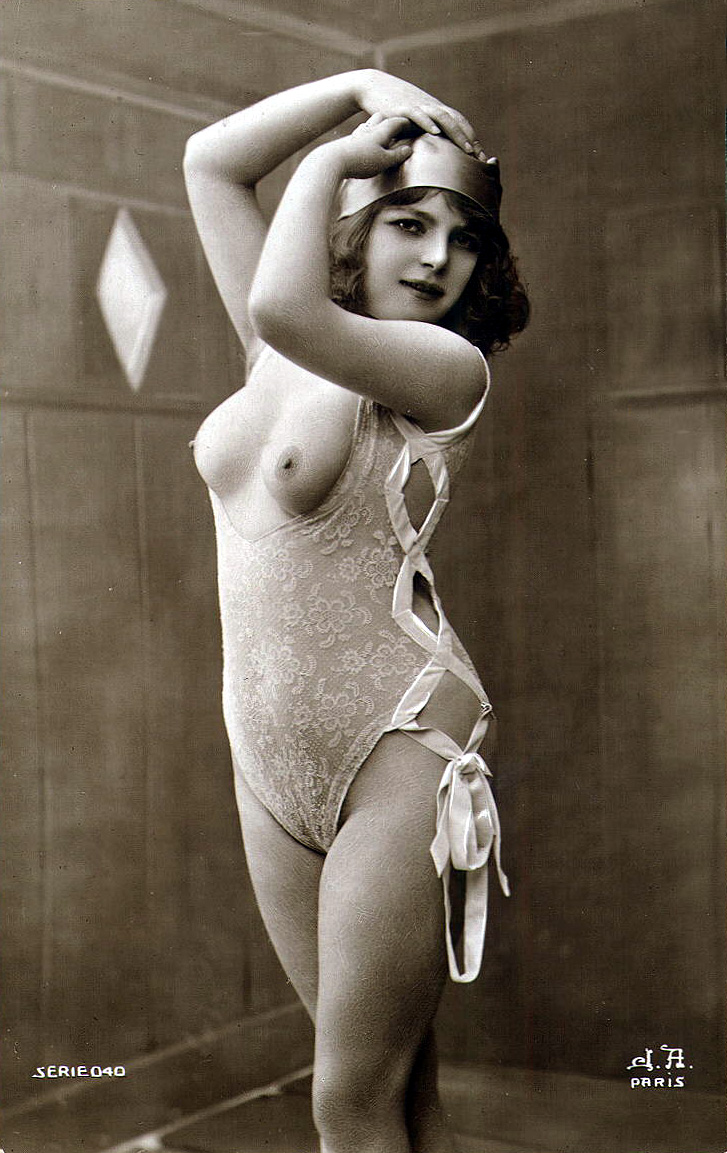
Jean Agélou[1] Modèle : Fernande
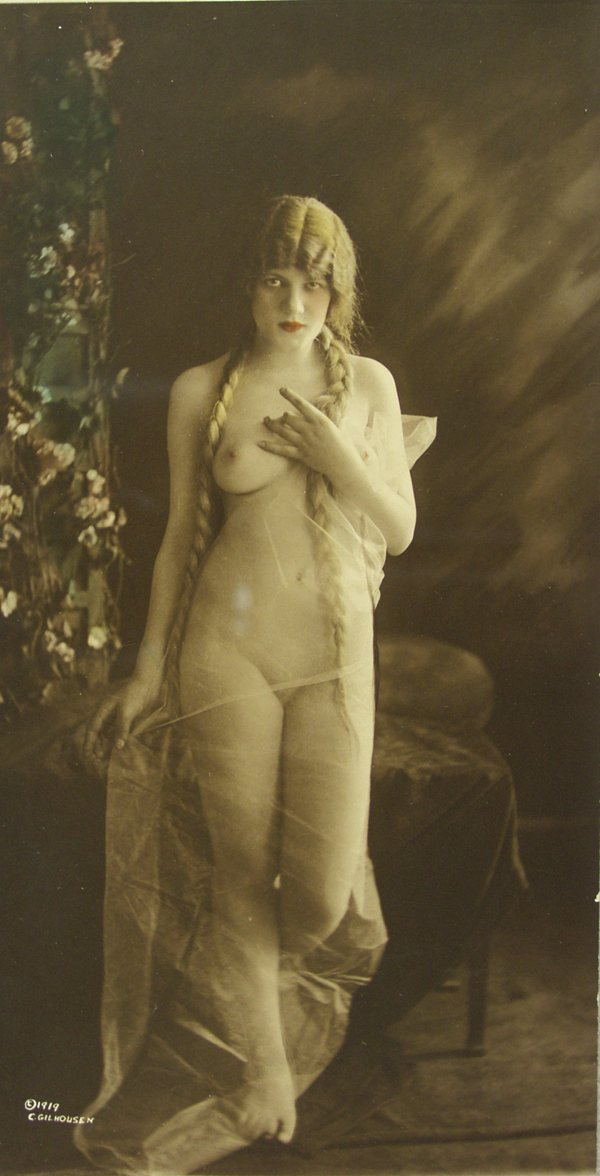
Nu féminin par Charles Gilhousen, carte postale, 1919.
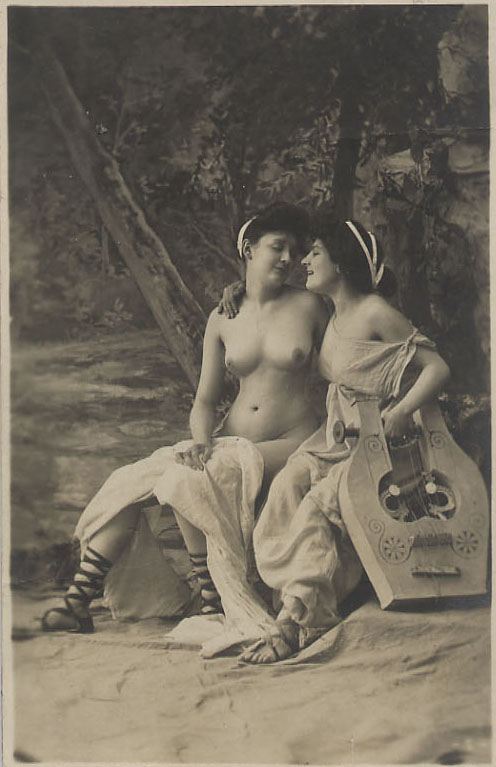
Scène inspirée de la Grèce antique avec cithare.

### Première moitié duXXesiècle

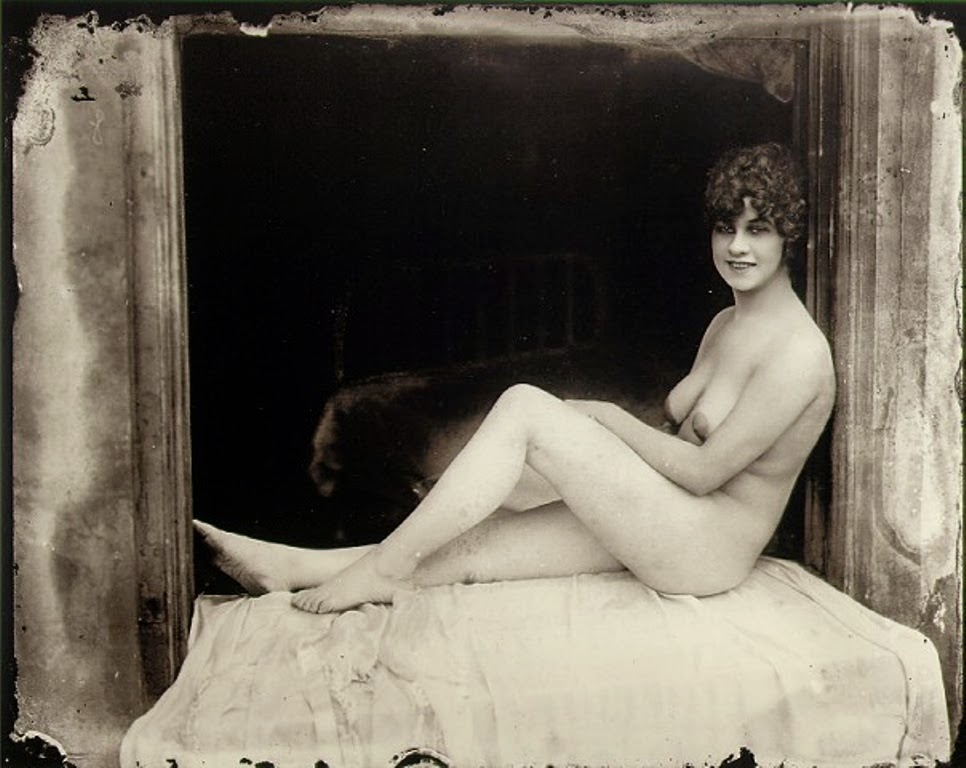
Portrait par Bellocq, c.1912 (1900-1917).
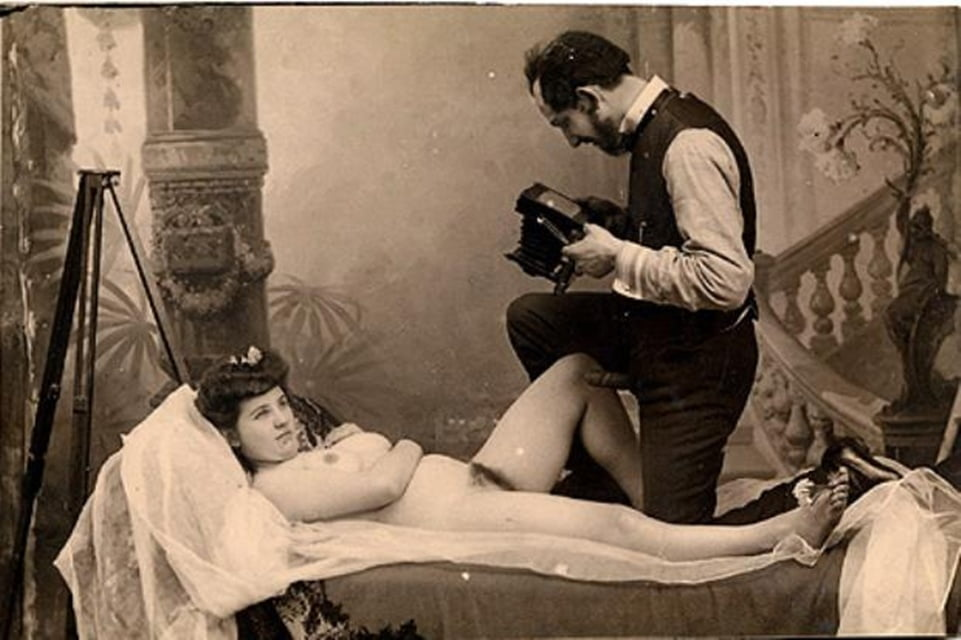
Photographie érotique vers 1910.

### Deuxième moitié duXXesiècle
|                                                             |
| Birth of Vénus Nu artistique de Jean-Christophe Destailleur |

|                                                                             |
| Relecture de "Le rêve de l'épouse du pêcheur" par Sérgio Valle Duarte, 1988 |

|                              |
| Etude érotique d'un homme nu |

|                        |
| Photo érotique moderne |

|                                                   |
| Warrior Photo érotique masculine par Cosme Madini |

## Photographie érotique et photographie pornographique
(août 2020).
- Si vous ne connaissez pas le sujet, laissez ce bandeau (vous pouvez alors contacter les auteurs).
- Si vous supprimez le contenu mis en cause (vous pouvez préalablement contacter les auteurs),

argumentez précisément cette suppression dans la page de discussion
(un manque de référence n'est pas un argument ; une recherche réelle de référence doit avoir été effectuée, être formellement documentée).

Il est d'usage de considérer la photographie érotique et la photographie pornographique comme étant de même nature, la différence étant une question de degré sur un continuum linéaire. En fait, on ne peut comprendre leur différence profonde qu'en adoptant une logique à deux axes orthogonaux, définissant des coordonnées cartésiennes de l'obscénité,« X » « XX » et « XXX ».

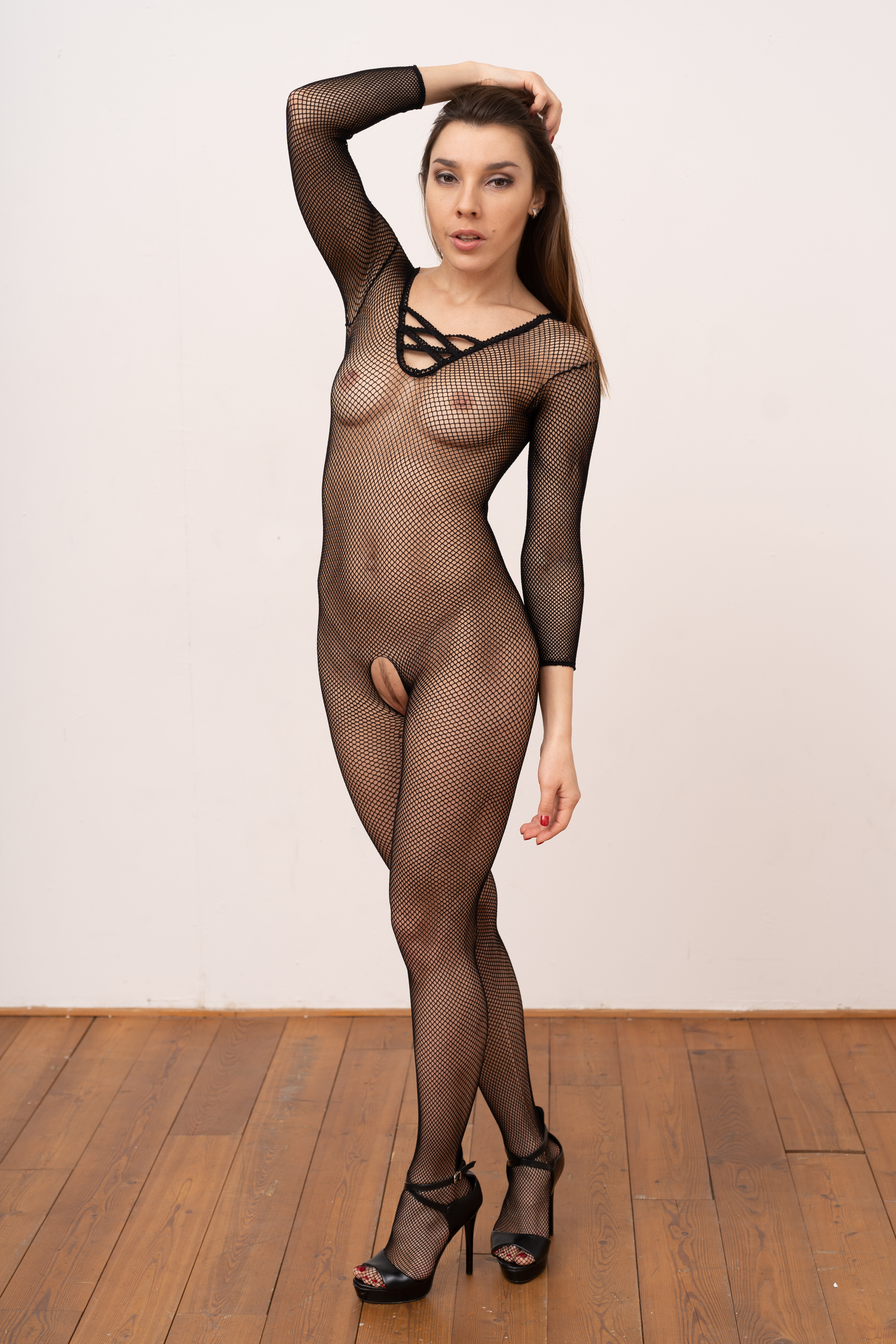

Cette grille s'inspire de celle de Blake et Mouton et, pour la dimension « pornographique » des échelles SAP et COPINE d'évaluation du degré de pornographie enfantine.

### Les deux dimensions de l'obscénité
L'obscénité d'une photographie — le fait qu'elle puisse être montrée, publiée ou exposée — est la résultante de deux facteurs : son érotisme et son caractère pornographique.
Son érotisme est plus ou moins proportionnel aux parties du corps — fesses, seins, tétons, vulve, pénis, anus — montrées, en plus ou moins gros plan.
Son plus ou moins grand caractère pornographique — faible, moyen, grand — est facteur du nombre de partenaires participants à la scène photographiée et à l'acceptation sociétale et légale de la position et la pratique représentée.
| ÉROTIQUE                                    |                                              |                 |                       | OBSCÉNITÉ        |
| ------------------------------------------- | -------------------------------------------- | --------------- | --------------------- | ---------------- |
| Fort La vulve                               |                                              |                 | XXX                   |                  |
| Moyen Les tétons                            |                                              | XX              |                       |                  |
| Faible les seins (tétons cachés) Les fesses | X                                            |                 |                       |                  |
|                                             | Faible Position du missionnaire hétérosexuel | Moyen Fellation | Fort Levrette gay etc | PORNO- GRAPHIQUE |

### La dimension érotique
La dimension érotique d'une photographie érotique est évaluée sur une échelle verticale à 10 degrés.
|    | Femme            | Homme                     |                                                |
| 10 | La vulve         | Le pénis                  | De face, les jambes écartées en contre-plongée |
| 9  | L'entre-jambes   |                           |                                                |
| 8  | Le mont de Vénus |                           |                                                |
| 7  |                  |                           |                                                |
| 6  |                  |                           |                                                |
| 5  | Les tétons       |                           |                                                |
| 4  |                  |                           |                                                |
| 3  | Le nombril       |                           |                                                |
| 2  | Les mamelons     |                           |                                                |
| 1  | Le décolleté     | Les poils sur la poitrine |                                                |

### La dimension pornographique
La dimension pornographique d'une photographie érotique est évaluée sur une échelle horizontale à 10 degrés inspirée de l'échelle COPINE (verticale) que, pour mémoire, nous redonnons ci-dessus :
| 1                       | 2                                             | 3                                | 4    | 5             | 6                       | 7                           | 8         | 9                   | 10                  |
| ----------------------- | --------------------------------------------- | -------------------------------- | ---- | ------------- | ----------------------- | --------------------------- | --------- | ------------------- | ------------------- |
| Documentaire Indicative | Nudisme                                       | Ero                              | Pose | Pose érotique | Pose érotique explicite | Activité sexuelle explicite | Agression | Agression grossière | Sadisme/ Bestialité |
|                         | Enfant nu ou demi-nu dans un contexte nudiste | Photographie prise à la sauvette |      |               |                         |                             |           |                     |                     |